# Capparis sinaica
Capparis sinaica är en kaprisväxtart som beskrevs av Veillard. Capparis sinaica ingår i släktet Capparis och familjen kaprisväxter. Inga underarter finns listade i Catalogue of Life.